# Donje Međurovo
Donje Međurovo (en serbe cyrillique : Доње Међурово) est une localité de Serbie située dans la municipalité de Palilula et sur le territoire de la ville de Niš, district de Nišava. Au recensement de 2011, elle comptait 1 691 habitants.
Donje Međurovo est officiellement classé parmi les villages de Serbie.

## Démographie

### Évolution historique de la population
| 1948  | 1953  | 1961  | 1971  | 1981  | 1991  | 2002  | 2011  |
| ----- | ----- | ----- | ----- | ----- | ----- | ----- | ----- |
| 1 251 | 1 341 | 1 423 | 1 384 | 1 475 | 1 480 | 1 414 | 1 691 |

|  |